# Richard Webster Lawrence
Richard Webster Lawrence (West Chazy, 22 luglio 1906 – Rochester, giugno 1974) è stato un bobbista statunitense.

## Biografia
Chiamato anche Dick Lawrence, ai IV Giochi olimpici invernali (edizione disputatasi nel 1936 a Garmisch-Partenkirchen, Germania) vinse la medaglia di bronzo nel Bob a 2 con il connazionale Gilbert Colgate partecipando per la seconda nazionale degli Stati Uniti d'America, terminando dietro quella Svizzera (medaglia d'argento) e l'altra statunitense (medaglia d'oro).
Il tempo totalizzato fu di 5:33,96, il distacco dalla seconda era poco più di tre secondi (5:30,64).